# Спортски центар Шенџен
Спортски центар Шенџен (кин. 深圳湾体育中心, енг. Shenzhen Bay Sports Centre) је вишенаменски стадион у Шенџену, у Кини. Користи се углавном за стони тенис, кошарку, пливање и фудбалска такмичења. Стадион је познат по томе што је домаћин церемоније отварања и бројних такмичења. Био је домаћин Летње универзијаде 2011. године. Стадион има капацитет од 20.000 седећих места, а арена има капацитет од 13.000 седећих места. У Спортском центру, такође се редовно одржавају концерти.
Међународни конкурс за дизајн одржан је почетком 2008. године, а припремни радови почели су већ у новембру исте године. Темељи су постављени у фебруару 2009. године. Центар је завршен средином 2011. године. Зграда се састоји од три арене, базена, затворене арене и вишенаменског стадиона који су у целини спојени великом перфорираном спољашњом челичном кожом, комплекс је и 30-етажна пословна кула.
Стадион је на пешачкој удаљености од станице Хоухаи у метроу Шенџен и налази се у непосредној близини развоја пословног округа Наншан.